# 2024年科羅拉多州修正案80
修正案80（英語：Amendment 80），是美國科羅拉多州於2024年11月5日提出的一次公投，提案訴求保障學生選擇學校權利。